# Apostelkonzil

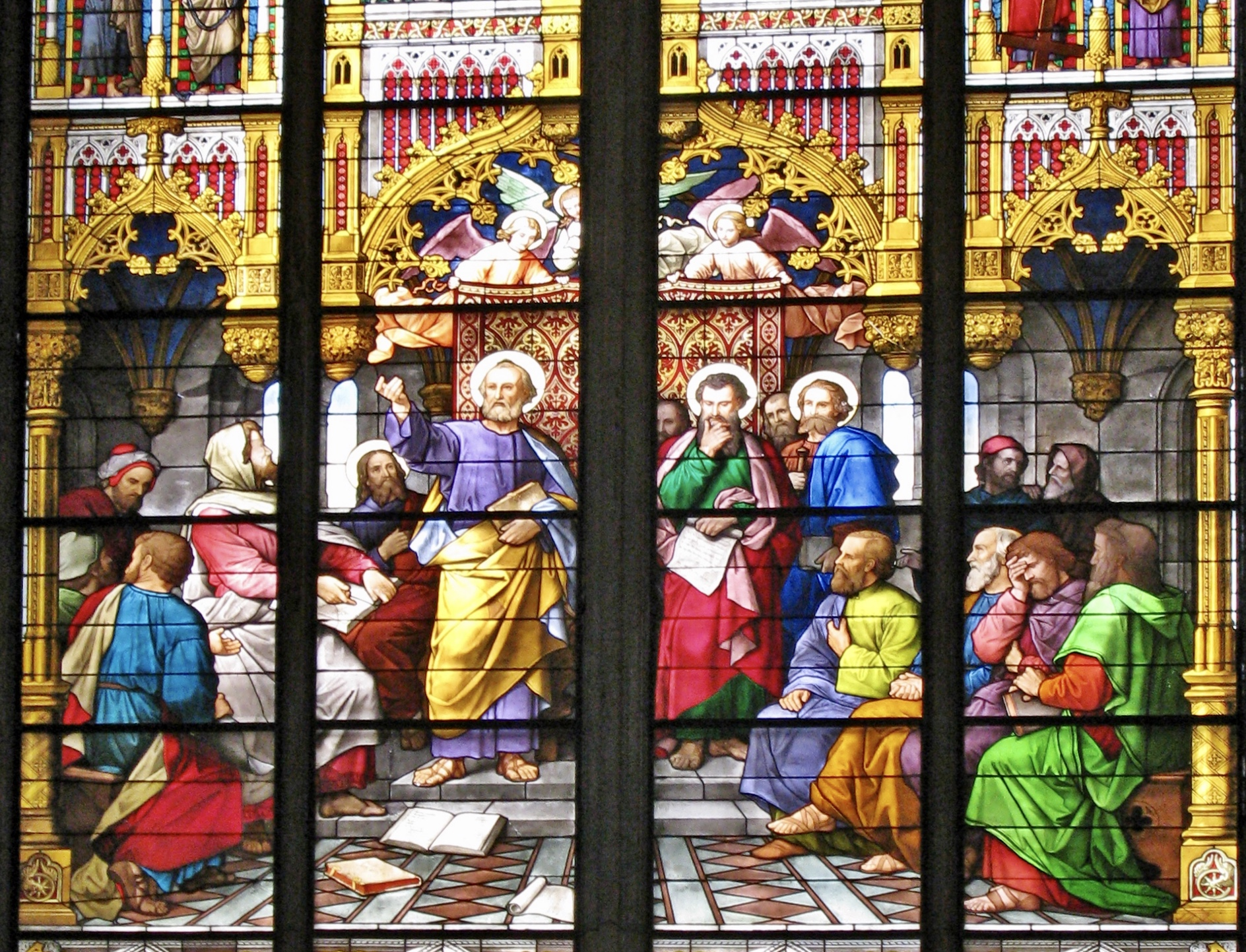
Das Apostelkonzil (Kirchenfenster im Kölner Dom, südliches Querhaus von 1873)

Als Apostelkonvent, Apostelkonzil oder Aposteltreffen wird eine Zusammenkunft der Leiter der Jerusalemer Urgemeinde mit Paulus von Tarsus und seinen Begleitern etwa im Jahr 48 in Jerusalem bezeichnet. Dort trafen die Beteiligten eine für das Urchristentum zentrale Entscheidung über die begonnene Völkermission: Sie vereinbarten, nichtjüdischen Christen die Beschneidung und damit den Eintritt in das Judentum zu erlassen und ihnen nur einige Tora-Gebote aufzuerlegen. Zudem vereinbarten sie, die Missionierung von Judenchristen und sogenannten Heidenchristen untereinander aufzuteilen und bei letzteren eine Kollekte für die Urgemeinde durchzuführen.
Die beiden Texte des Neuen Testaments (NT) dazu stellen übereinstimmend die beschneidungsfreie Völkermission als Hauptergebnis des Treffens heraus. Jedoch fehlen im Eigenbericht des Paulus (Gal 2,1-10 ) die Tora-Auflagen für nichtjüdische Christen (das sogenannte Aposteldekret oder die Jakobusklauseln), die die ganze Urgemeinde laut Apg 15,1-29  als Ergebnis des Treffens beschloss und schriftlich festhielt. Anschließende, im NT überlieferte Konflikte zwischen jüdischen und nichtjüdischen Christen verweisen darauf, dass wesentliche praktische Fragen ihres Zusammenlebens beim Aposteltreffen nicht geklärt wurden.

## Datierung
Die beiden NT-Texte zum Aposteltreffen sind von theologischen Interessen bestimmt: Der um 54 verfasste Brief des Paulus an die Galater (Gal) betont die von der Urgemeinde unabhängige Autorität des Apostels gegenüber Gegnern, die die Beschlüsse des Treffens gebrochen hatten. Die um 90 entstandene Apostelgeschichte des Lukas (Apg) beschrieb die urchristliche Missionsgeschichte rückblickend als von Gott gelenkte, bruchlose Ausbreitung des Evangeliums von den Juden zu den Nichtjuden und bis nach Europa.
Im Galaterbrief berichtet ein direkt Beteiligter über das Treffen. Paulus begann mit einem autobiografischen Rückblick (Gal 1,11-24 ): Nach seiner Berufung zum Völkerapostel (1,15f., das sogenannte Damaskuserlebnis) habe er unabhängig von den Jerusalemer Aposteln in Arabien missioniert und sei dann nach Damaskus zurückgekehrt. „Drei Jahre später“ (1,18) habe er Jerusalem erstmals besucht. Dann sei er durch Syrien und Kilikien gezogen (1,21). „Vierzehn Jahre später“ (Gal 2,1 ) habe er Jerusalem mit seinen Mitarbeitern erneut besucht, um die Zustimmung der Urgemeindeleiter zu seiner Missionsarbeit einzuholen. Paulus formulierte beide Zeitangaben parallel, bezog beide auf seine Jerusalembesuche und begründete damit seine von der Urgemeinde unabhängige apostolische Autorität. Darum umfasst die erste Angabe wohl die Zeit von der Berufung bis zum ersten Jerusalembesuch, die zweite die Dauer der nächsten Missionsreise bis zum Aposteltreffen. Die Berufung wird meist auf 33 datiert, weil Paulus die Urchristen ab Jesu Tod (30 oder 31) zunächst verfolgte, bis ihr Glaube sich nach Damaskus verbreitet hatte (Gal 1,13f.; Apg 9,1-3 ). Weil die antike Zählweise Anfangsjahr und angebrochenes Jahr mitzählt, umfasst Gal 1,18 zwei, Gal 2,1 nochmals 13 ganze Jahre: Dann besuchte Paulus Jerusalem erstmals im Jahr 35, nochmals 48.
Dieses Jahr des Treffens ergibt sich auch aus Angaben der Apg, die sich nach römischen Quellen genau datieren lassen: Im Jahr 49 wies Kaiser Claudius die Juden und Judenchristen aus Rom aus (Apg 18,2 ). Damals hielt Paulus sich 18 Monate in Korinth auf, bis der römische Prokonsul Gallio ihn verhörte (Apg 18,11f. ). Gallio amtierte ab Sommer 51. Demnach hatte Paulus Korinth bis zum Jahr 50 erreicht. Seine vorherige dritte Missionsreise wird anhand der angegebenen Reisestationen auf eine Dauer von anderthalb bis maximal zwei Jahren geschätzt. Auch deshalb datieren viele Neutestamentler das Aposteltreffen in das Jahr 48.
Andere Angaben der Apg widersprechen dem Galaterbrief: So reiste Paulus laut Apg 9,26  direkt nach seiner Flucht aus Damaskus nach Jerusalem (anders Gal 1,17) und besuchte die Stadt laut Apg 11,29f.  und 12,25  vor seiner Missionsreise nochmals (anders Gal 2,1). Diese umfasste laut Apg 13-14  fünf Landstriche in Kleinasien; Gal 1,21 nennt nur zwei davon. Manche Neutestamentler vermuteten daher, Paulus habe die drei weiteren Landstriche erst nach dem Aposteltreffen und vor dem „antiochenischen Zwischenfall“ bereist, von dem Gal 2,11-14  berichtet. Doch im Galaterbrief erscheint die zweite Missionsreise als Anlass des Aposteltreffens (Gal 1,17; 2,1), der Streit in Antiochia mitsamt der Trennung des Paulus von Barnabas als direkte Folge. Darum datierte der Neutestamentler Udo Schnelle beide Ereignisse in das Jahr 48 und schloss eine Missionsreise des Paulus dazwischen aus. Dessen weitere, in der Apg erwähnten Jerusalemaufenthalte seien ein literarisches Gliederungsprinzip des Lukas, um die Paulusmission zu legitimieren und die Einheit des sich ausbreitenden Urchristentums zu betonen.
Einige frühere Neutestamentler datierten das Aposteltreffen vor die in Apg 12,1-24  geschilderten Ereignisse: Demnach verhaftete König Herodes Agrippa I. mehrere Mitglieder der Urgemeinde und ließ deren Apostel „Jakobus, den Bruder des Johannes“ hinrichten (Apg 12,2). Simon Petrus habe aus der Haft fliehen können und Jerusalem dann verlassen (Apg 12,17). Kurz darauf sei Agrippa verstorben (Apg 12,23). Dies geschah laut dem jüdischen Historiker Josephus im Jahr 44. Weil Mk 10,39  einen Märtyrertod von Jakobus und Johannes nahelegt, wurde vermutet, Agrippa habe beide zugleich hinrichten lassen. Dann hätte Paulus Johannes und Petrus also nur vorher in Jerusalem antreffen können. Doch Apg 12,2 nennt nur Jakobus als Todesopfer Agrippas und benennt ihn nach seinem Bruder, was dessen gleichzeitige Hinrichtung eher ausschließt. Auch Mk 10,39 belegt diese nicht. Laut Gal 2,9  traf Paulus beim Aposteltreffen Johannes als eine der drei „Säulen“ der Urgemeinde; sein Bruder bleibt unerwähnt. Johannes kann also nach 44 in den Führungskreis der Urgemeinde aufgerückt, Petrus kann nach Agrippas Tod nach Jerusalem zurückgekehrt sein.
Andere begründeten eine Frühdatierung mit Apg 11,27-30 : Danach reisten Paulus und Barnabas im Auftrag der Gemeinde von Antiochia zu den Ältesten in Judäa und überbrachten ihnen wegen einer großen Hungersnot eine Spende. Die Reise, so die These, sei schon die Anreise zum Aposteltreffen gewesen, bei dem die Kollekte für die Urgemeinde vereinbart wurde. Deren Übergabe sei erst später erfolgt (Apg 12,25 ), weil römische Quellen Hungersnöte in der Region erst ab 46-48 belegen. Hans Conzelmann verwarf diese These, weil Apg 11,27-30 verschiedene Erinnerungen kombiniere und daher zur Datierung des Treffens unbrauchbar sei.
Der Galaterbrief erwähnt das Aposteldekret (Apg 15,20.29 ; 21,25 ) nicht. Dafür erwähnt die Apg den Streit in Antiochia nach dem Aposteltreffen (Gal 2,11-14) nicht. Bei beiden geht es um die Beachtung von Reinheitsgeboten der Tora. Daher vermuteten manche Exegeten, das Dekret sei erst infolge jenes Streits vereinbart und von Lukas später als Ergebnis des Treffens dargestellt worden. Ebenso kann es den Streit veranlasst haben und der eigentliche Trennungsgrund des Paulus von Barnabas gewesen sein (Gal 2,13 ; Apg 15,39 ).

## Vorgeschichte
Die Jerusalemer Urgemeinde entstand aus dem Zwölferkreis der ersten Jünger aus Galiläa, die Jesus zu Lebzeiten in seine Nachfolge gerufen hatte, und bestand anfangs nur aus Juden. Sie verstand sich als repräsentativer Vortrupp der von Gott erwählten Zwölf Stämme Israels, deren Wiederherstellung das Judentum vom Messias erwartete. Demgemäß verkündigten ihre Apostel die Auferstehung Jesu Christi anfangs nur Juden. Ihre Mission begann laut Apg 2  am 50. Tag (sieben Wochen) nach dem Pessach, an dem Jesus gestorben war, also beim jüdischen Wallfahrtsfest Schawuot. Die Pfingstpredigt des Simon Petrus richtete sich an die aus vielen Ländern der Diaspora gekommenen jüdischen Festbesucher. Die rasch wachsende Urgemeinde versammelte sich laut Apg 2,46  jeden Tag im Jerusalemer Tempel und befolgte laut Apg 1,14  ebenso wie ihre Leiter (Apg 3,1 ) die regelmäßigen Gebetszeiten dort. Ihre Rituale, die Taufe und das Abendmahl, stammen beide aus dem Judentum und beinhalteten ein jüdisches Selbstverständnis: Durch Jesu Tod und Auferstehung habe Gott sich mit seinem Volk versöhnt und den Bund mit Israel endgültig erneuert.
Weitere urchristliche Gemeinden entstanden laut der Apg erst infolge der Steinigung des Urchristen Stephanus (um 34) und Verfolgung eines Teils der Urgemeinde durch den später berufenen Paulus. Er verfolgte vor allem die „Hellenisten“ (griechisch sprechenden Judenchristen), da die Apostel laut Apg 8,1  in Jerusalem bleiben konnten. Die geflohenen Judenchristen verkündeten Jesus dann auch Juden in Judäa (Apg 8,4 ) und Samarien (Apg 8,5.14.25 ) als den Messias: So entstanden dort und in Galiläa (Apg 9,31 ) weitere judenchristliche Gemeinden. Daran knüpft Apg 11,19f.  an: Die weiter verfolgten Judenchristen seien bis in die griechischsprachigen Gebiete Phönizien und Zypern gelangt, hätten aber auch dort nur Juden das Evangelium mitgeteilt. Nur in Antiochia hätten sie auch Griechen Jesus als den Herrn verkündet und unter diesen viele zu ihrem Glauben bekehrt. So entstand in der damals größten Metropole Kleinasiens die erste aus jüdischen und nichtjüdischen Urchristen gemischte Gemeinde.
Voraussetzung dafür war, dass die jüdischen Synagogen der Diaspora sich in der Begegnung mit dem Hellenismus schon für eine Aufnahme oder Akzeptanz von sogenannten gottesfürchtigen Nichtjuden geöffnet hatten. Diese achteten das Erste Gebot des Dekalogs und weitere zentrale Toragebote, mussten aber spezifisch jüdische Gebote zum Sabbat und zur Beschneidung nicht befolgen. Sie durften an den Versammlungen in den Synagogen teilnehmen, ebenso die Judenchristen. Diese fanden dort vor allem unter den gottesfürchtigen Nichtjuden neue Anhänger. Sie bildeten gemischte Hausgemeinden, blieben dabei aber als Juden den Synagogen verbunden und nutzten sie als Anlaufstellen ihrer Mission. Diese fand bei anderen Juden wenig Resonanz und erzeugte Konflikte, da sie als Abwerben von gottesfürchtigen Nichtjuden aufgefasst werden konnte. Auf deren Unterstützung waren viele Synagogen der Diaspora angewiesen.

Auch die urchristliche Gemeinde in Antiochia erließ den messiasgläubigen männlichen Nichtjuden die Beschneidung. Laut Apg 15,1  erklärten Judenchristen aus Judäa, die als Besucher oder Abgesandte der Urgemeinde nach Antiochia gereist waren, ihren Mitchristen daraufhin: 

„Wenn ihr euch nicht nach dem Brauch des Mose beschneiden lasst, könnt ihr nicht gerettet werden.“

Damit vertraten sie die traditionelle Haltung, dass Nichtjuden erst durch ihren Eintritt in das Judentum, also als Proselyten, vollen Anteil am Heil und Segen des Gottes Israels hätten. Dies galt für sie auch und gerade wegen des von Jesus schon heraufgeführten messianischen Heils für Israel, dessen baldiges Kommen für die Völker sie nach biblischer Verheißung erwarteten. Das Judentum missionierte nicht, lud aber Nichtjuden, die sich Israels Gott anschließen wollten, zum Eintritt ein. Auch jenen Judenchristen aus Judäa ging es um die „Rettung“ der messiasgläubigen Nichtjuden, nicht um Zwang und Belastung. Doch löste ihr Anliegen laut Apg 15,2  einen heftigen Streit mit dem inzwischen bekehrten Missionar Paulus und Barnabas aus. Die beiden und einige andere sollten daraufhin im Auftrag ihrer Gemeinde „wegen dieser Streitfrage zu den Aposteln und den Ältesten nach Jerusalem hinaufgehen.“ Damit erkannten die Urchristen in Antiochia einschließlich ihrer Abgesandten die Autorität der Jerusalemer Apostel vorbehaltlos an und suchten deren Entscheidung in der Streitfrage: Müssen sich nichtjüdische Christen beschneiden lassen, also Juden werden, um Anteil am von Jesus Christus bekräftigten Heil des Gottes Israels zu erhalten? Dass Paulus und Barnabas dies klar verneinten und dieses Nein offensiv gegenüber judäischen Mitchristen vertraten, war also laut der Apg der unmittelbare Anlass des Aposteltreffens. Paulus bestätigte in Gal 2,2 , dass es dabei um seine gesamte bisherige Botschaft ging: „Ich […] legte der Gemeinde und im Besonderen den Angesehenen das Evangelium vor, das ich unter den Völkern verkünde; ich wollte sicher sein, dass ich nicht ins Leere laufe oder gelaufen bin.“
Laut Gal 1  hatte er dieses Evangelium seit seiner Berufung zum Völkerapostel schon rund 15 Jahre lang öffentlich gepredigt. Dabei hatte er das genaue Gegenteil seiner früheren Position als für die Tora eifernder Pharisäer vertreten und sich für die Außerkraftsetzung von Eintrittshürden der Tora für messiasgläubige Nichtjuden eingesetzt. Nach seiner Auffassung waren auch die messiasgläubigen Nichtjuden Kinder Abrahams; eine jüdische Herkunft oder Praxis sei für den Glauben an Jesus als den Messias Gottes nicht notwendig. Allein der Glaube an den auferstandenen Jesus Christus genüge für die Zugehörigkeit zu Israels Bund mit Gott. Paulus definierte damit in pharisäischer Methodik und hellenistischer Rhetorik eine theologische Alternative zur traditionellen pharisäischen Auffassung: Die Beschneidung und damit die Verpflichtung zum Einhalten aller Toragebote sei zur Eingliederung von Nichtjuden in das Bundesvolk notwendig hielten. Das palästinische Judenchristentum teilte diese Auffassung mit dem damaligen Judentum. So wurde aus dem praktischen Problem des Zusammenlebens jüdischer und nichtjüdischer Christen ein theologischer Konflikt. Durch seine umtriebige Missionstätigkeit vergrößerte Paulus zudem die Zahl der nichtjüdischen christlichen Gemeinden beträchtlich und veränderte damit die Mehrheitsverhältnisse im Urchristentum, so dass eine Klärung des Problems unausweichlich wurde.

## Verlauf
Laut Apg 15,3f.  zogen Paulus und Barnabas auf dem Weg zum Aposteltreffen zunächst durch Phönizien und Samarien, berichteten dortigen Gemeinden von ihrer Völkermission und fanden freudige Zustimmung dafür. Bei ihrer Ankunft in Jerusalem habe die ganze Urgemeinde samt deren Aposteln und den Ältesten sie empfangen und sie von Gottes Wirken durch ihre Mission erzählen lassen. Dann hätten einige Pharisäer unter den Jerusalemer Urchristen verlangt (Apg 15,5 ):

„Man muss sie beschneiden und von ihnen fordern, am Gesetz des Mose festzuhalten.“

Daraufhin seien die Apostel und Ältesten zusammengetreten, „um die Frage zu prüfen“. Diese Prüfung vollzogen demnach nur die Leiter, nicht die ganze Urgemeinde. Dabei sei es erneut zum heftigen Streit gekommen.
In seinem Rückblick in Gal 2,1-10 bestätigte Paulus diesen Streit und erinnerte die Galater an dessen Ergebnis, um ihnen gegenüber sein Evangelium zu verteidigen. Zuvor hatten andere Missionare in Galatien offenbar erneut die Beschneidung nichtjüdischer Urchristen gefordert. Paulus nannte sie in Gal 1,7  „einige Leute, die euch verwirren und die das Evangelium Christi verfälschen wollen“, ohne ihre Herkunft zu benennen. Weil er sie mit seinen Jerusalemer Gegnern parallelisierte, erscheinen sie identisch mit jenen Pharisäern, die beim Aposteltreffen die Beschneidung der Nichtjuden gefordert hatten. Laut Apg 15,5 waren sie messiasgläubige Mitglieder der Urgemeinde, die den Konsens des damaligen Judentums vertraten: Wer zum Gott Israels gehören will, muss sich auf dessen in der Tora offenbarten Willen verpflichten lassen. Dagegen bezeichnete Paulus sie in Gal 2,4  äußerst polemisch als „die falschen Brüder […], jene Eindringlinge, die sich eingeschlichen hatten, um die Freiheit, die wir in Christus Jesus haben, auszuspähen und uns zu versklaven“. Die Heftigkeit des Streits, die auch Lukas trotz seiner harmonisierenden Darstellung einräumen musste (Apg 17,2.7), hatte also mit dem Gewicht des Streitthemas zu tun: Es ging um die grundsätzliche Legitimität der Völkermission, ohne Nichtjuden auf die Tora zu verpflichten, also auch um die Rolle der Tora für das Heil von Nichtjuden, die an den Messias Jesus glaubten. – Laut Gal 2,3  hatte Paulus den unbeschnittenen Griechen Titus als Begleiter zu dem Treffen mitgenommen, der aber nicht an der dortigen Debatte teilnahm und Paulus wohl nur dazu diente, Gottes Gnade an Nichtjuden zu demonstrieren. Laut Gal 2,5f.9  verhandelten Paulus und Barnabas zuerst direkt mit ihren Gegnern, dann mit den drei Aposteln „Jakobus, Kephas und Johannes, die als die Säulen Ansehen genießen“. Diese drei leiteten demnach beim Aposteltreffen die Urgemeinde.

## Ergebnisse
Weil Paulus den Auftrag zur Völkermission nach eigener Aussage von Jesus Christus selbst erhalten hatte (Gal 1,1.11f. ), verstand er das Treffen nicht nur als Lösung einer praktischen Frage, sondern als Entscheidung über seine gesamte Missionsarbeit, deren Wahrheit und Berechtigung. Darum betonte er in Gal 2,5 , er habe seinen Gegnern nicht nachgegeben, „damit euch die Wahrheit des Evangeliums erhalten bleibe.“ Als Ergebnis des Treffens hielt er zunächst fest, seine Gegner hätten selbst Titus nicht zur Beschneidung gezwungen (Gal 2,3 ), und „auch von den Angesehenen wurde mir nichts auferlegt“ (Gal 2,6f. ):

„Im Gegenteil, sie sahen, dass mir das Evangelium für die Unbeschnittenen anvertraut ist wie dem Petrus für die Beschnittenen.“

Demnach stimmten die Urgemeindeleiter der Beschneidungsforderung der Pharisäergruppe nicht zu, weil sie „die Gnade, die mir verliehen ist“ (Gottes Auftrag an Paulus zur Völkermission) erkannten. Folglich vereinbarten sie laut Gal 2,9 :

„Deshalb gaben Jakobus, Kephas und Johannes […] mir und Barnabas die Hand zum Zeichen der Gemeinschaft: Wir sollten zu den Heiden gehen, sie zu den Beschnittenen.“

Damit akzeptierten die Leiter der Urgemeinde die bisherige Praxis von Paulus und Barnabas, die Nichtjuden durch das Evangelium Jesu Christi zu Israels Gott zu rufen, ohne sie durch ihre Beschneidung in das Volk Israel einzugliedern. Folglich sollten Paulus und Barnabas wie bisher die unbeschnittenen Nichtjuden, die Apostel der Urgemeinde die beschnittenen Juden missionieren. Dabei setzten die Beteiligten die Weitergeltung der Tora selbstverständlich voraus: Für die Nichtjuden unter ihnen war nur das Beschneidungsgebot aufgehoben, und jüdische Christen durften und sollten sich weiter beschneiden lassen. Die Nichtbeschneidung jüdischer Christen oder gar Trennung der Urchristen vom Judentum kam nicht einmal entfernt in ihr Blickfeld. Demgemäß schrieb Paulus einige Jahre später an die nichtjüdischen Christen in Rom: Dass der Mensch durch Vertrauen auf Gottes Zusagen gerecht werde, unabhängig von Werken der Tora, bedeute keineswegs, dass er, Paulus, durch dieses Vertrauen die Tora aufhebe: Im Gegenteil, so richte er die Tora auf (Röm 3,29-31 ). Gott habe seinen Sohn als Menschen in die Welt der Sünde gesandt, „damit die Rechtsforderung der Tora unter uns ausgeführt werde“ (Röm 8,4). Damit schloss der Jude Paulus die angeredeten Nichtjuden in diese Forderung mit ein. Dass beim Aposteltreffen ein „gesetzesfreies“ Evangelium vereinbart worden sei, ist somit eine verbreitete Fehldeutung.
Als weiteres Ergebnis des Treffens nannte Paulus zuletzt (Gal 2,10 ):

„Nur sollten wir an die Armen denken; und das zu tun, habe ich mich eifrig bemüht.“

Damit meinte er eine Geldsammlung (Kollekte) für die Urgemeinde, zu der er seine Gemeinden vor und nach dem Treffen mehrfach aufrief (1 Kor 16,1 ; Röm 15,26 ). Er akzeptierte also diesen Auftrag der Jerusalemer Apostel als verbindlichen Bestandteil seiner Völkermission. Dabei ging es nicht nur um solidarische Fürsorge reicherer für ärmere Urchristen, da Paulus laut 2 Kor 8,1-6  auch die sehr armen Makedonier zu der Kollekte bewegen konnte. Dafür warb er bei allen erreichbaren nichtjüdischen Christen, weil er die Urgemeinde als Repräsentanz des Zwölfstämmevolkes Israel anerkannte und seine Völkermission ihrem Vorrang zuordnete. Denn als pharisäischer Jude kannte er die biblische Verheißung, am Ende der Zeit würden die Völker dem wiederhergestellten Volk Israel ihre Gaben überbringen (Jes 60,1-11 ; 66,12 ; Ps 68,29f. ; 72,10 ; vgl. Off 21,24-26 ). Diese Endzeit hatte für die Urchristen mit Jesu Auferweckung begonnen, und ihre Missionserfolge unter Nichtjuden bestätigten für sie die biblische Verheißung. Die Kollekte drückte also das Selbstverständnis des Paulus und der nichtjüdischen Gemeinden aus, sie seien als Menschen aus den Völkern zum Gottesvolk Israel hinzugekommen, an dieses gebunden und für die endzeitlichen Gaben an dieses Volk verantwortlich.

## Aposteldekret
Paulus nannte in Gal 2 keinen offiziellen oder schriftlichen Beschluss der Apostel, dem er sich hätte fügen müssen. Dagegen endete die Rede des Jakobus laut Apg 15,13-21  mit dem Vorschlag, den nichtjüdischen Gemeinden einige Tora-Gebote aufzuerlegen und sie ihnen schriftlich zu überbringen. Dieses sogenannte Aposteldekret beschloss dann laut Apg 15,22-29  die Vollversammlung der Urgemeinde. 
Jakobus erinnert in seinem Plädoyer für die Heidenmission laut Lukas an die biblische Verheißung des Tempelneubaus – ein Indiz für die Entstehung dieses Textes nach der Tempelzerstörung 70 – und forderte, dass Heiden nur Götzenopferfleisch, Unzucht und Blutgenuss zu meiden hätten, um eine minimale Übereinstimmung mit den traditionellen Reinheitsgesetzen des Judentums zu wahren (siehe Jakobusklauseln).
Es ist umstritten, ob er dabei mehr die noachidischen Gebote (1 Mos 9,4–7 ) vor Augen hatte oder das Gesetz für Fremdlinge im Land Israel (z. B. 3 Mos 17,10 ; 3 Mos 18,26 ). In jedem Fall sollte das gemeinsame Mahl offenbar auch ohne Beilegung des theologischen Grundkonflikts möglich sein: Die Heidenchristen sollten sich an jene rituellen Gebote halten, die es den pharisäischen Judenchristen ermöglichten, sie wenigstens als „Gäste“ am Tisch zu tolerieren.
Im Anschluss an diese Reden habe die gesamte Gemeinde den Beschluss schriftlich niedergelegt, die Heidenmission im Sinne des Jakobus zu gestatten. Sie habe Paulus und Barnabas zusammen mit Vertretern der Urgemeinde mit diesem Auftrag zurück nach Antiochia gesandt (Apg 15,22–29 ).

## Historische Würdigung
Die Schilderung des Paulus gilt als authentisch, weil er Augenzeuge des Geschehens war und zeitnah davon berichtet. Als am Konflikt Beteiligter könnte er Verlauf und Ergebnisse des Treffens für seine Gemeinden jedoch einseitig dargestellt haben.
Der Bericht des Lukas dagegen gilt als eine spätere und idealisierende Rekonstruktion, die nicht an heutigen historiographischen Maßstäben zu messen ist. Lukas gab die Reden des Petrus und Jakobus auf dem Treffen wohl kaum wörtlich wieder, sondern formulierte sie selbst. Ihm lag dazu bereits die griechische Übersetzung des Tanach vor, die Septuaginta, die die galiläischen Anhänger Jesu kaum gekannt haben dürften. Die Rede des Jakobus zitiert daraus und ist rhetorisch und literarisch in hellenistischem Stil gestaltet. Dennoch können diese Reden sehr wohl die damals vertretenen Positionen zutreffend wiedergeben.
Die beiden Versionen spiegeln eine unterschiedliche Deutung des gefundenen Kompromisses (ob auf Papier oder per Handschlag) durch die Beteiligten wider: Für Paulus war die grundsätzliche Anerkennung der Heidenchristen durch die Jerusalemer zentral, die Einschränkungen fasste er nur als „Rücksicht auf die Schwachen im Glauben“ ohne wesentliche theologische Bedeutung auf. Lukas dagegen hob den Kompromiss hervor, wonach bestimmte Minimalanforderungen für die Heiden aufrechterhalten wurden, um mit der Fortgeltung der Ritualgesetze für die Christen die Kontinuität zum Judentum zu bewahren. Damit war zwar vordergründig die Tischgemeinschaft wiederhergestellt, das grundsätzliche theologische Problem aber nicht wirklich behoben, weitere Konflikte waren vorprogrammiert.
Die Hypothese, wonach Paulus und Lukas von unterschiedlichen Zusammenkünften berichteten, wird nur von wenigen Exegeten vertreten, die von der historischen Zuverlässigkeit der in beiden Berichten enthaltenen und sich widersprechenden Detailschilderungen ausgehen. Diese Vorstellung setzte sich in der wissenschaftlichen Forschung nicht durch, da es mehr Gemeinsamkeiten als Unterschiede in den Berichten gibt und weil sie die Frage, warum Lukas bzw. Paulus nichts von dem jeweils anderen Treffen berichten, nicht zu beantworten vermag.

## Folgen
Dass der Konflikt weiterhin ungelöst blieb, zeigt Paulus bereits in seiner Darstellung des antiochenischen Zwischenfalls (Gal 2,11–14 ), zu dem es kurz nach dem Konzil kam: In Antiochia habe Petrus nach dem Eintreffen einer Delegation der von Jakobus geleiteten gesetzestreuen Jerusalemer Gemeinde aus Furcht vor den strengeren Judenchristen davon Abstand genommen, weiterhin mit unbeschnittenen Heidenchristen gemeinsam zu essen. Auch andere Judenchristen aus der Umgebung des Paulus, sogar Barnabas, hätten sich von dem Beispiel des Kephas anstecken und fortreißen lassen. Demnach führte der Kompromiss, der doch gerade die Gemeinschaft zwischen Juden und Heiden innerhalb christlicher Gemeinden ermöglichen sollte, offenbar zunächst zu einer Distanzierung zwischen den beiden Gruppen.
Paulus betont, dass er dies nicht hingenommen, sondern Petrus öffentlich zur Rede gestellt habe:
„Wenn du als Jude heidnisch lebst und nicht jüdisch“ [bezogen auf die vorherige Tischgemeinschaft mit Heiden], „was zwingst du dann die Heiden, jüdisch zu leben?“ [bezogen auf die Auflage der Speisegesetze].
Entweder gab es also diese Auflage aus seiner Sicht gar nicht, oder aber er lehnte sie ab, sobald er die spaltende Wirkung vor Augen hatte.
Im 1. Korintherbrief (1 Kor 8,7f  und 1 Kor 10,19–29 ) widerspricht Paulus ausdrücklich den Speisevorschriften des Konzils. Im späteren Römerbrief (Röm 14 ) aber empfiehlt er den Heidenchristen – hier den „Starken“ im Glauben, die die Untauglichkeit der religiösen Vorschriften für das Heil kennen –, dennoch um der Liebe zu und Einheit mit den „schwachen“ Judenchristen ihre Speisegesetze zu achten (V. 21): „Zerstöre nicht um der Speise willen Gottes Werk!“
Das zeigt zum einen, dass die Heidenmission keineswegs die Judenmission ersetzte, sondern gemischte Gemeinden entstanden, so dass die Tischgemeinschaft zwischen Judenchristen und Heidenchristen ein Problem blieb. Zum anderen waren einige Judenchristen auch weit von Jerusalem entfernt nicht bereit, ihre mosaische Tradition aufzugeben und als Christen „heidnisch“ zu leben. Es ist nicht einmal auszuschließen, dass es auch Heidenchristen gab, die „judenchristliche“ Theologie vertraten, weil sie sich ganz und gar für das jüdische Christentum entscheiden wollten.
Zudem besaß Paulus selbst in den von ihm gegründeten Gemeinden keineswegs die alleinige theologische Autorität, sondern musste sich diese immer neu erkämpfen. Die Aufgabenteilung in der Missionsarbeit bedeutete also nicht, dass außerhalb Palästinas nur noch seine Position galt. Judenchristliche Traditionen hielten sich noch bis ins 4. Jahrhundert hinein nicht nur in Syrien und Ägypten oder Kleinasien, sondern auch im Westen, nicht zuletzt auch im Kampf mit dem Arianismus.
Im Ganzen setzte sich aber die paulinische Sicht in der Kirche durch. Die nach Lukas beschlossenen Regeln des Apostelkonzils gelten heute nur noch in eher randständigen Gruppen des Christentums wie den Zeugen Jehovas oder Gemeinden des messianischen Judentums.

## Theologische Bedeutung
Das Aposteltreffen der Urchristen hatte für die weitere Kirchengeschichte in mehrfacher Hinsicht bahnbrechende theologische Bedeutungen:
- Ekklesiologisch: Die Gemeinden des Urchristentums verstanden sich spätestens von diesem Zeitpunkt an als eine „herausgerufene“ Gemeinschaft (ecclesia) aus Juden und Heiden. Das Verbindende war nicht mehr die Zugehörigkeit zum jüdischen Volk oder das Befolgen der jüdischen Ritualgesetze – die damals die Funktion von Identitätsmerkmalen hatten –, sondern der Glaube an Jesus Christus, die Taufe und die Teilhabe am Heiligen Geist. Das Christentum war nun faktisch eine eigene Religion neben dem Judentum, auch wenn der Trennungsprozess zwischen beiden nicht auf diesen einen Punkt reduziert werden kann.
- Kirchengeschichtlich: Auch wenn die heutige Exegese eher von einem Konvent spricht, kann man diesen als erste Erprobung eines „Konzils“ sehen, denn eine für alle bedeutsame innerkirchliche Streitfrage wurde von den Gemeinden im Dialog geklärt und nicht von einer Zentralinstanz entschieden. Dieses Konzilsprinzip blieb auch nach Ausbildung von Zentralinstanzen wie dem Papsttum in allen christlichen Kirchen gültig und wird bis heute angewandt.
- Hermeneutisch: Mit dem Apostelkonzil wurde die Tora als Heilige Schrift des Judentums, Jesu und der Urgemeinde relativiert. Sie war die einzige Bibel, auf die man sich damals berufen konnte. Obwohl man an ihr festhielt, wurde sie dem Wirken des Heiligen Geistes untergeordnet. Was dieser für rein erklärt, das soll die Gemeinde auch mit Berufung auf die Heilige Schrift nicht für unrein erklären (Apg 10 EU). Dieser Streit um das Schriftprinzip beschäftigt die Kirche bis heute und markiert einen entscheidenden Unterschied zu den anderen Buchreligionen Islam und Judentum, in denen die Schrift selber heilig ist und nicht Mittel zum (heiligenden) Glauben.
- Dogmatisch: Nicht zuletzt war der Kirche mit dem gefundenen Kompromiss die Aufgabe gestellt, nun genau zu klären, was eigentlich den Menschen gerecht, heilig und rein macht. Das Verhältnis von Glauben und Werken, das den Streit in der Reformationszeit prägte, war hier schon als Problemstellung – wenn auch unter ganz anderem Vorzeichen – erkennbar.